# Rinkeby (Stockholms tunnelbana)
Rinkeby ist eine unterirdische Station der Stockholmer U-Bahn. Sie befindet sich im gleichnamigen Stadtteil Rinkeby. Die Station wird von der Blå linjen des Stockholmer U-Bahn-Systems bedient. Sie gehört zu den eher mäßig frequentierten Stationen des U-Bahn-Netzes. An einem normalen Werktag steigen 6.300 Pendler hier zu.
Die Station wurde am 31. August 1975 in Betrieb genommen, als der Abschnitt der Blå linjen zwischen T-Centralen und Hjulsta eröffnet wurde. Am 19. August 1985 wurde der Abschnitt Västra skogen–Rinkeby eröffnet, womit sich die Verkehrsführung der Linien änderte. Die Station wurde vorher über den Ast der jetzigen Linie T11 angefahren, nach der Eröffnung des neuen Abschnitt wurde die neue Linie T10 eingeführt welche nun über die Station Västra Skogen bis nach Hjulsta führt. Die Station hat statt eines zwei Bahnsteige. Die Station liegt zwischen den Stationen Rissne und Tensta. Bis zum Stockholmer Hauptbahnhof sind es etwa elf Kilometer.